# Усна традиція

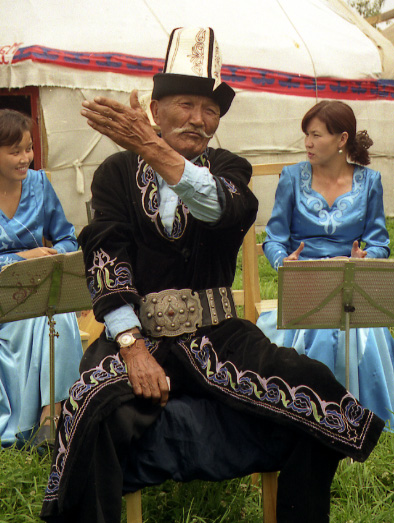
Традиційний киргизький манасчі виконує частину епосу

Усна традиція — це форма людського спілкування, у якій знання, мистецтво, ідеї та культурний матеріал отримують, зберігають і передають усно від одного покоління до іншого. Передача відбувається через мову чи пісню і може включати народні казки, балади, співи, прозу чи вірші.
Усна традиція — це інформація, спогади та знання, які зберігаються групою людей протягом багатьох поколінь; це не те саме, що свідчення чи усна історія. «Усна традиція» стосується пригадування та передачі певних, збережених текстових і культурних знань за допомогою вокального висловлювання.
Вивчення усної традиції відрізняється від академічної дисципліни усної історії, яка є записом особистих спогадів та історій тих, хто пережив історичні епохи чи події. Фольклор — це різновид усної традиції, але інші знання, окрім фольклору, передавалися усно.

## Історія
Сучасна археологія відкриває докази людських зусиль зберегти та передавати мистецтво та знання, які повністю або частково залежали від усної традиції.

### Африка
Усі корінні африканські суспільства використовують усну традицію, щоб дізнатися про своє походження та історію, громадянські та релігійні обов'язки, ремесла та навички, а також традиційні міфи та легенди.

### Стародавня Греція і Близький Схід
Епос Гомера, за словами Михайла Гагаріна, «в основному складався, виконувався і передавався усно». Оскільки фольклори та легенди виконувалися перед далекими слухачами, співаки замінювали імена, щоб надати історіям місцевий колорит і таким чином зв'язатися з аудиторією. Відсутність збережених текстів про грецькі та римські релігійні традиції змусили вчених припустити, що вони були ритуальними.

### Азія
В Азії передача фольклору, міфології, а також священних писань у Стародавній Індії, у різних індійських релігіях, була усною традицією
Нещодавно[коли?] дослідження показують, що усне виконання (письмових) текстів могло бути філософською діяльністю в ранньому Китаї.
Первинні індуїстські книги, які називаються Ведами, є чудовим прикладом усної традиції. Учених, які запам'ятали три Веди, називали триведами. Учених, які запам'ятовували чотири Веди, називали чатурведами.
Ранні буддійські тексти належать до усної традиції, причому перший порівнює невідповідності в переданих версіях літератури різних усних суспільств, таких як грецька, сербська та інші культури. Ведична література занадто послідовна і величезна., щоб бути складеним і переданим усно через покоління, не будучи записаним.

### Австралія
Культура австралійських аборигенів процвітала завдяки усним традиціям і усним історіям, які передавалися тисячоліттями. Базальтова кам'яна сокира, знайдена під вулканічним попелом у 1947 році, вже довела, що люди населяли цей регіон до виверження Тауер-Хілл.

### Корінний американець
Системи письма не існували серед корінних жителів Північної Америки до контакту з європейцями, за винятком деяких мезоамериканських культур і, можливо, південноамериканського кіпу та північноамериканського вампума, хоча ці два питання є спірними. Традиції усної розповіді процвітали в контексті без використання писемності для запису та збереження історії, наукових знань і соціальних практик. Х Історії також використовувалися як засіб для оцінки того, чи ефективні традиційні культурні ідеї та практики у вирішенні сучасних обставин, чи їх слід переглянути.
Індіанське оповідання — це спільний досвід між оповідачем і слухачами. У корінних американських племен зазвичай не було професійних племінних оповідачів, відзначених соціальним статусом. Історії може і може розповідати будь-хто, причому кожен оповідач використовує власні вокальні звороти, вибір слів, зміст або форму. Плинність у розповсюдженні історій дозволяла застосовувати історії до різних соціальних обставин відповідно до мети оповідача в той час.
Методологія усної традиції нині обумовлює велику різноманітність досліджень не лише у фольклорі, літературі та письменності, але й у філософії, теорії комунікації, семіотиці, включаючи дуже широкий і постійно зростаючий спектр досліджень.

### XXI століття
Найважливішими сферами теоретичного розвитку на даний момент можуть бути побудова системної герменевтики та естетики, специфічної для усних традицій.
Гомерівські вірші відрізняються від цих традицій своєю «метричною суворістю», «системою форм» і креативністю.